# Hausbrandt
Hausbrandt Trieste 1892 S.p.A. è un'azienda italiana che opera nel settore della torrefazione del caffè, fondata nel capoluogo giuliano sul finire del XIX secolo. L’azienda è oggi un gruppo multibevande presente oltre che nel settore del caffè, in quelli del vino, della birra, dello champagne e dei distillanti attraverso il controllo dei marchi Birra Theresianer, Birra Zerocinquanta, Col Sandago, Martin Orsyn e Theresianer Gin. Ha sede a Nervesa della Battaglia in provincia di Treviso.

## Storia

### LaBelle Époquee le prime campagne di comunicazione

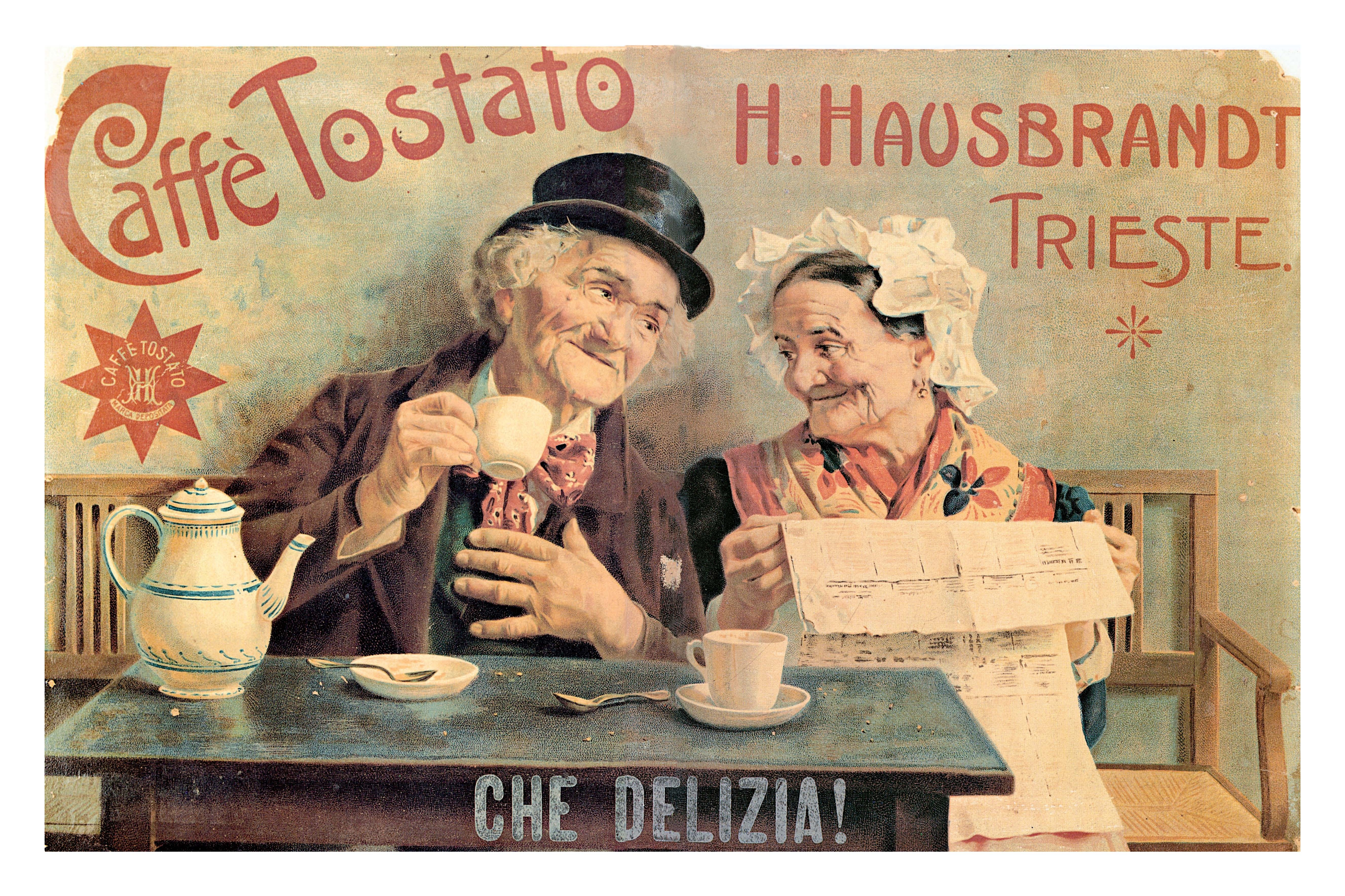
I Vecchietti

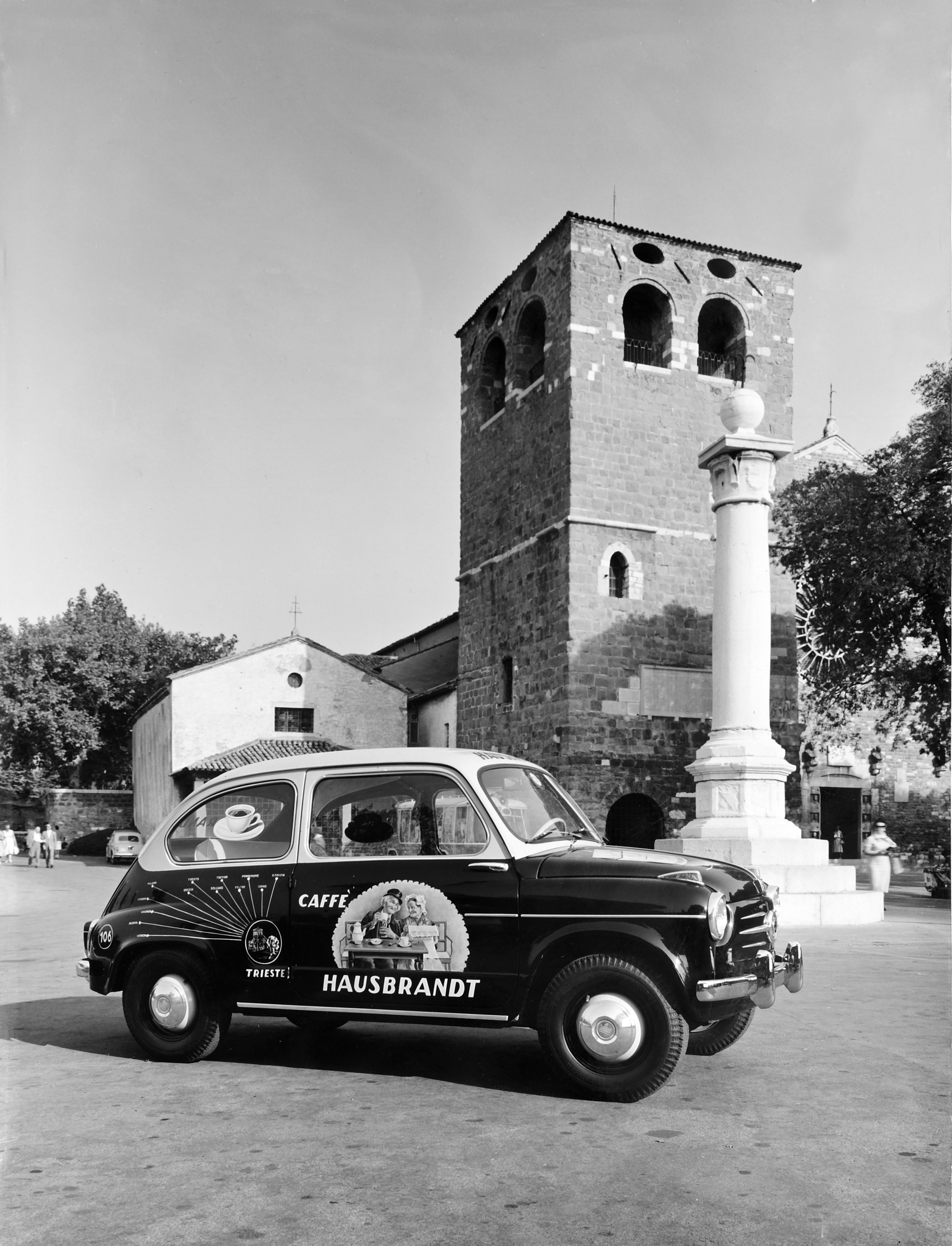
Hausbrandt Auto pubblicitaria

Fondata a Trieste nel 1892 da Hermann Hausbrandt, un ex comandante della marina mercantile austriaca, verso il finire del XIX secolo, ad offrire prodotti già confezionati, totalmente lavorati e sigillati all'interno dello stabilimento, in appositi contenitori metallici. Prima industria italiana di torrefazione, avvia in piena Belle Époque un innovativo programma pubblicitario, attraverso i principali mezzi dell'epoca. Il soggetto romantico scelto per questa prima campagna sono "i vecchietti", che ancora oggi rappresentano uno dei simboli più riconoscibili dell'azienda. L’iniziativa successiva fu l’accoppiamento del caffè con immagini di vita comune, rappresentando così l’uso del caffè in una ipotetica cronologia giornaliera. Punta di diamante di questa scelta comunicativa fu l’immagine denominata “i vecchietti” che rivela, nella sua realizzazione grafica, quanto accurata fu la ricerca per ottenere una perfetta comunicazione nel messaggio pubblicitario. “I vecchietti” danno così vita alla nuova filosofia di comunicazione Hausbrandt interamente realizzata dall’arte di Marcello Dudovich e incentrata su “i momenti del caffè”, intesi proprio nella loro quotidianità. Il motto venne inserito nelle confezioni e sui primi mezzi aziendali, attuando una campagna di comunicazione sconosciuta per l’epoca.

### La prima linea di tazzine

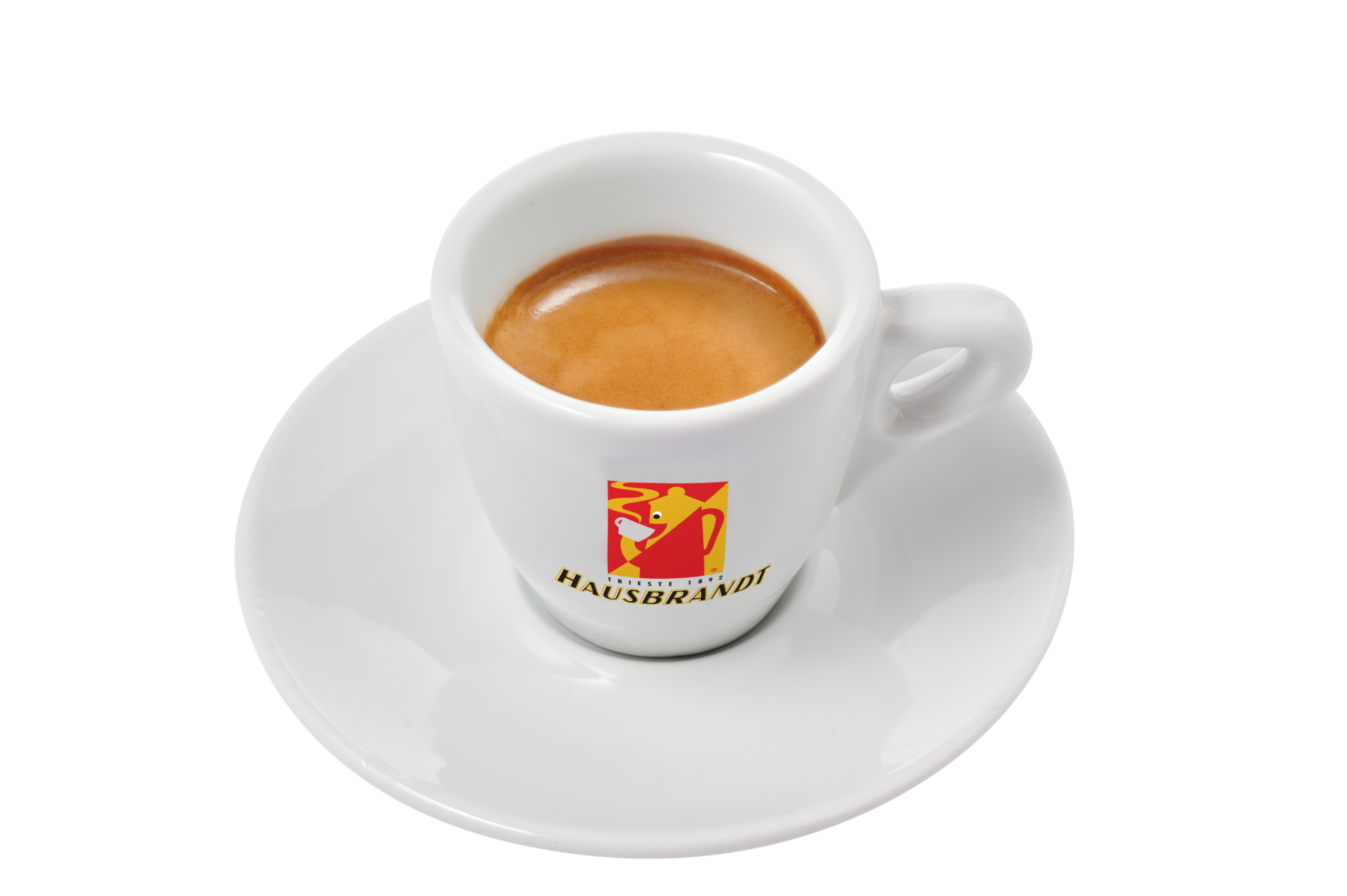
Hausbrandt Espresso

L'azienda, all'avanguardia nell'innovazione di prodotto e d'immagine, per prima sviluppa una linea di tazze dal disegno particolare proprio con il marchio in evidenza. Il motto è quello che per più di mezzo secolo ha fatto capolino nelle pubblicità e nei prodotti: "Specialità Caffè Hausbrandt", coerente con la propria storia.

### La Moka di Luciano Biban
Nel corso della sua storia, il logotipo aziendale ha subito diverse variazioni dettate dalle mode e dalle richieste di mercato. In questa naturale ed obbligata evoluzione, qualcosa non è mai mutato, accompagnando il marchio Hausbrandt Caffè sino ai giorni nostri. Negli anni ’60 però che nasce l’originale ed esclusiva “Moka”, il primo logo animato Hausbrandt, figlio dell’estro creativo di Luciano Biban. Nato a Venezia ma friulano d’adozione, Biban fu uno dei rappresentanti di spicco della grafica friulana grazie alla sua sorprendente capacità di coniugare pubblicità ed arte.

### Martino Zanetti e Hausbrandt
Dal 1988, a seguito di una serie di acquisizioni e portando a compimento un piano decennale di sviluppo, "Caffè Hausbrandt" diventa patrimonio di Martino Zanetti. L’imprenditore trevigiano aveva iniziato la sua carriera nel 1968, dopo un'esperienza al servizio del proprio paese, come Ufficiale degli Alpini. Zanetti sceglie di non operare nell'azienda del padre Virginio, pioniere del mondo della torrefazione nel secondo dopo guerra, ma di dedicarsi ad un'iniziativa del tutto indipendente, diretta alla valorizzazione delle selezioni di caffè di tipo gourmet, puntando più sulla passione estetica e gustativa che sulla mera ricerca di quote di mercato. Nel 1970 acquisisce Silver, storica torrefazione di Conegliano, e trasferisce l’attività produttiva a Nervesa della Battaglia (Treviso). Oggi Hausbrandt Trieste 1892 S.p.A. ha sede a Nervesa della Battaglia in provincia di Treviso, una distribuzione diretta in Francia, in Austria e Slovenia, oltre ad una serie di concessionari autorizzati, operanti in oltre 70 paesi nel mondo. Nel 2022 Hausbrandt ha festeggiato i 130 anni di Storia.

## Il Gruppo Hausbrandt
Attraverso una serie di acquisizioni mirate, l’azienda guidata da Martino Zanetti è diventata oggi un gruppo multibeverage da che alla torrefazione unisce la presenza nei settori della birra con i marchi Theresianer e Zerocinquanta, dei vini con Col Sandago, dello champagne con Martin Orsyn e del gin con Theresianer Gin.